# Hans Ulrich Buhl
Hans Ulrich Buhl (* 10. August 1955 in Esslingen am Neckar) ist ein deutscher Wirtschaftswissenschaftler.

## Leben
Hans Ulrich Buhl studierte von 1976 bis 1981 Wirtschaftsingenieurwesen an der Universität Karlsruhe sowie „Industrial Engineering and Operations Research“ an der University of California in Berkeley. 1980 erfolgte der Abschluss als Master of Science in Berkeley und 1981 die Prüfung zum Diplom-Wirtschaftsingenieur (Informatik/OR) in Karlsruhe. Buhl promovierte dort 1982 und habilitierte sich 1985 mit Arbeiten über Anwendungen der dynamischen Optimierung auf volks- und betriebswirtschaftliche Problemstellungen.
Praxiserfahrung sammelte Buhl vor seiner ersten Berufung 1990 als Lehrstuhlinhaber an die Justus-Liebig-Universität Gießen u. a. von 1984 bis 1988 in den Funktionen Finanzen und Finanzierungsmarketing der IBM Deutschland GmbH, Stuttgart, und von 1988 bis 1990 als Leiter der Abteilung Projekte und Methoden im Bereich Informationssysteme und Logistik.
Buhl ist seit August 1994 Inhaber des Lehrstuhls für BWL, Wirtschaftsinformatik, Informations- und Finanzmanagement. Seit 2002 ist er zudem wissenschaftlicher Leiter des von der bayerischen Staatskanzlei eingerichteten Kernkompetenzzentrums Finanz- & Informationsmanagement. Seit 2011 ist er außerdem wissenschaftlicher Leiter der Projektgruppe Wirtschaftsinformatik des Fraunhofer-Instituts für Angewandte Informationstechnik FIT in Augsburg und Bayreuth. Darüber hinaus ist er stellvertretender geschäftsführender Direktor des Instituts für Materials Resource Management der Mathematisch-Naturwissenschaftlich-Technischen Fakultät der Universität Augsburg.
Seit der Gründung im Jahre 1996 ist Hans Ulrich Buhl als Dozent, Juror und Vertrauensdozent und zusätzlich seit 2011 als Mitglied des Kuratoriums bei der Bayerischen Elite-Akademie in München tätig.
Daneben ist er federführender Wissenschaftler und Vorsitzender des Boards des vom Elitenetzwerk Bayern und mehreren Praxispartnern geförderten Elitenetzwerk-Studiengang Finanz- & Informationsmanagement der TU München, Universität Augsburg und Universität Bayreuth. Von 2003 bis 2013 fungierte Buhl als Sprecher des Clusters „Finance & Information“ der wirtschaftswissenschaftlichen Fakultät der Universität Augsburg.
Buhls Forschungsschwerpunkte sind Customer Relationship Management, wertorientiertes Prozessmanagement, integriertes Ertrags- & Risikomanagement, strategisches IT-Management sowie Energie- & Ressourcenmanagement.
Buhl war Geschäftsführender Herausgeber der Zeitschriften Wirtschaftsinformatik (2006–2014) und Business & Information Systems Engineering (2009–2014). Er ist Mitherausgeber der Zeitschriften Journal of the Association for Information Systems (JAIS), Journal of Strategic Information Systems (JSIS) und Electronic Markets.

## Mitgliedschaften (Auswahl)
- Gewähltes Mitglied des Fachkollegiums Betriebswirtschaftslehre der Deutschen Forschungsgemeinschaft (DFG)
- Wissenschaftliche Kommissionen Wirtschaftsinformatik (MKWI) und Bankbetriebslehre/Finanzierung (BAFI) im Verband der Hochschullehrer der Betriebswirtschaft (VHB), außerdem Vorsitzender des Auswahlgremiums des VHB Best Paper Awards und des VHB Nachwuchspreises von 2012 bis 2014
- Gewähltes Mitglied des Gesamtvorstands des Verbands der Hochschullehrer für Betriebswirtschaft (VHB) (seit 2017)
- Einstimmig gewählter Vorsitzender des VHB (seit 2020)
- Gesellschaft für Informatik (GI), in 2009 Ernennung zum Fellow und von 1994 bis 2000 (stv.) Sprecher des Fachbereichs Wirtschaftsinformatik

## Auszeichnungen (Auswahl)
- Management International Review-Ranking: Top 1 % (2004)[1]
- IBM Service Sciences Faculty Award (2006)[2]
- Handelsblatt BWL-Ranking: Top 1 % (2009, 2012, 2014 und 2019)[3]
- Fellow der Gesellschaft für Informatik e.V. (2009)
- „Professor des Jahres“ in der Kategorie Wirtschaftswissenschaften/Jura (von UNICUM BERUF und KPMG) (2009)